# الف فنویک
الف فنویک (انگلیسی: Alf Fenwick؛ 26 March 1891 – ۱۹۷۵ (۸۳−۸۴ سال)) بازیکن فوتبال بود.